# Michael Lerner (acteur)
Pour les articles homonymes, voir Michael Lerner et Lerner.
Michael Lerner est un acteur américain, né le 22 juin 1941 à Brooklyn (New York, État de New York) et mort le 8 avril 2023 à Burbank (Californie).

## Filmographie

### Cinéma
- 1970 : Alex in Wonderland de Paul Mazursky : Leo
- 1971 : The Ski Bum de Bruce D. Clark : Rod
- 1972 : Votez McKay (The Candidate) de Michael Ritchie : Corliss
- 1974 : Les Casseurs de gang (Busting) de Peter Hyams: Marvin
- 1974 : Newman's Law (en) de Richard T. Heffron : Frank Acker
- 1974 : Hangup d'Henry Hathaway : Richards
- 1976 : Monsieur Saint-Ives (St. Ives) de J. Lee Thompson : Myron Green
- 1977 : De l'autre côté de minuit (The Other Side of Midnight) de Charles Jarrott : Barbet
- 1977 : Un couple en fuite (Outlaw Blues) de Richard T. Heffron : Hatch
- 1979 : De l'or au bout de la piste (Goldengirl) de Joseph Sargent : Sternberg
- 1980 : Revanche à Baltimore (en) (The Baltimore Bullet) de Robert Ellis Miller : Paulie
- 1980 : Coast to Coast de Joseph Sargent : Dr Frederick Froll
- 1980 : Chicanos, chasseur de têtes (Borderline) de Jerrold Freedman : Henry Lydell
- 1981 : Le facteur sonne toujours deux fois (The Postman Always Rings Twice) de Bob Rafelson : M. Katz
- 1981 : Threshold de Richard Pearce : Henry de Vici
- 1982 : Class Reunion (National Lampoon's Class Reunion) de Michael Miller : Dr Robert Young
- 1983 : Les envahisseurs sont parmi nous (Strange Invaders) de Michael Laughlin : Willie Collins
- 1985 : Movers and Shakers de William Asher : Arnie
- 1987 : Angoisse (Angustia) de Bigas Luna : John Pressman (old movie)
- 1988 : Any Man's Death : Herb Denner
- 1988 : Enquête en tête (Vibes) de Ken Kwapis : Burt Wilder
- 1988 : Les Coulisses de l'exploit (Eight Men Out) de John Sayles : Arnold Rothstein
- 1989 : Les Nuits de Harlem (Harlem Nights) de Eddie Murphy : Bugsy Calhoune
- 1990 : Maniac Cop 2 de William Lustig : Edward Doyle
- 1990 : The Closer de Dimitri Logothetis : Chester's Doctor
- 1991 : Barton Fink de Joel Coen : Jack Lipnick
- 1992 : Newsies de Kenny Ortega : Weasel
- 1993 : Amos et Andrew (Amos & Andrew) de E. Max Frye (en) : Phil Gillman
- 1994 : L'Apprenti millionnaire (Blank Check) de Rupert Wainwright : Biderman
- 1994 : Absolom 2022 (No Escape) de Martin Campbell : The Warden
- 1994 : Radioland Murders de Mel Smith : Lieutenant Cross
- 1994 : Aux bons soins du docteur Kellogg (The Road to Wellville) d'Alan Parker : Goodloe Bender
- 1995 : Girl in the Cadillac (en) de Lucas Platt : Pal
- 1995 : Pyromaniac Love Story de Joshua Brand (en) : Perry
- 1995 : FBI, un homme à abattre (No Way Back) de Frank Cappello : Frank Serlano
- 1997 : L'Éducatrice et le Tyran (The Beautician and the Beast) de Ken Kwapis : Jerry Miller
- 1997 : Les Sexton se mettent au vert (For Richer or Poorer) de Bryan Spicer : Phil Kleinman
- 1998 : Desperation Boulevard de Greg Glienna (en)
- 1998 : Godzilla de Roland Emmerich : Mayor Ebert
- 1998 : La Malédiction de la momie (Tale of the Mummy) de Russell Mulcahy : Professor Marcus
- 1998 : Casses en tous genres (Safe Men) de John Hamburg : Big Fat Bernie Gayle
- 1998 : Celebrity de Woody Allen : Dr Lupus
- 1999 : Mon Martien bien-aimé (My Favorite Martian) de Donald Petrie : Mr. Channing
- 1999 : Mod Squad (The Mod Squad) de Scott Silver : Howard
- 2000 : Attention Shoppers de Philip Charles McKenzie : Khourosh
- 2001 : Pour l'amour de Katie (Mockingbird Don't Sing) de Harry Bromley Davenport : Dr Stan York
- 2002 : Bienvenue à 29 Palms (29 Palms) de Leonardo Ricagni : le juge
- 2003 : Les 101 Dalmatiens 2 : Sur la trace des héros (vidéo) : Producer (voix)
- 2003 : Elfe (Elf) de Jon Favreau : Fulton
- 2003 : Nobody Knows Anything! de William Tannen : oncle Lou
- 2004 : Larceny (en) d'Irving Schwartz
- 2004 : Calcium Kid d'Alex De Rakoff : Artie Cohen
- 2004 : Poster Boy de Zak Tucker : Jack Kray
- 2004 : Pigeon d'Anthony Green : Man on Train
- 2005 : When Do We Eat? (en) de Salvador Litvak : Ira Stuckman
- 2006 : Love (et ses petits désastres) (Love and Other Disasters) de Alek Keshishian : Marvin Bernstein
- 2006 : Art School Confidential de Terry Zwigoff : Art Dealer
- 2006 : The Last Time de Michael Caleo : Leguzza
- 2007 : Slipstream de Anthony Hopkins : Big Mikey
- 2007 : Flattest de Michael J. Gallagher : Secretary Gates
- 2007 : Le Noël de Denis la Malice (A Dennis the Menace Christmas) : Mr Souse
- 2008 : Yonkers Joe (en) de Robert Celestino (en) : Stanley
- 2009 : Life During Wartime de Todd Solondz : Harvey
- 2009 : A Serious Man de Joel et Ethan Coen : Solomon Schultz
- 2012 : Blanche-Neige (Mirror, Mirror) de Tarsem Singh : Baron
- 2014 : X-Men: Days of Future Past de Bryan Singer : le sénateur Brickman

### Télévision
- 1969 : Three's a Crowd (téléfilm) : Sid Bagbay
- 1969 : The Good Guys (en) (série télévisée) : Arthur / Un client
- 1969 et 1972 : The Bold Ones: The New Doctors (série télévisée) : Jack Walton
- 1971 : Thief (téléfilm) : Jack Cutter
- 1971 : Marriage: Year One (téléfilm) : Lemberg
- 1971 - 1972 : L'homme de fer (Ironside) (série télévisée) : Adrian Father / Joe Yarby
- 1972 : Les Rues de San Francisco (The Streets of San Francisco) (série télévisée) : Lou Watkins
- 1972 : Banacek (série télévisée) : Un barman
- 1972 : Magic Carpet (téléfilm) : Michael Glassman
- 1973 : Love Story (série télévisée) : Lou Graham
- 1973 : Firehouse (téléfilm) : Ernie Bush
- 1974 : MASH (série télévisée) : capitaine Futterman
- 1974 : Reflections of Murder (téléfilm) : Jerry Steele
- 1974 et 1976 : Deux cent dollars plus les frais (The Rockford Files) (série télévisée) : Arnold Love / Murray Rosner / Dr Ruben Seelman
- 1975 : Sarah T. – Portrait of a Teenage Alcoholic
- 1975 : Starsky et Hutch (série télévisée) : Fat Rolly
- 1975 : Grandpa Max (téléfilm) : Paul Sherman
- 1975 : Le Rêve brisée (The Dream Makers) (téléfilm) : Mike
- 1976 : Sergent Anderson (série télévisée) : Guidera
- 1976 : Scott Free (téléfilm) : Santini
- 1976 : Victoire sur la nuit (Dark Victory) (téléfilm) : Manny
- 1977 : Navire en détresse (Killer on Board) (téléfilm) : Dr Berglund
- 1978 : Wonder Woman (série télévisée) : Ashton Ripley
- 1978 : Ruby and Oswald (téléfilm) : Jack Ruby
- 1978 : Le Dernier Match (A Love Affair: The Eleanor and Lou gehrig Story) (téléfilm) : Dr Canlan
- 1978 : Vegas (série télévisée) : Nate Stephanson
- 1978 : Kojak (série télévisée) : Dr Samuel Fine
- 1979 : Pour l'amour du risque (Hart to Hart) (téléfilm) : un joueur de poker
- 1980 : Gridlock (téléfilm) : Marv
- 1980 : This Year's Blonde (en) (téléfilm) : Jack Warner
- 1980 : Barnaby Jones (série télévisée) : Albert Krueger
- 1983 : Rita Hayworth: The Love Goddess (téléfilm) : Harry Cohn
- 1983 : Kennedy contre Hoffa (Blood Feud) (téléfilm) : Eddie Cheylitz
- 1983 et 1985 : Capitaine Furillo (série télévisée) : Rollie Simone / Meyer Rabinowitz
- 1985 : MacGyver (saison 1, épisode 1 "MacGyver première") : Gantner
- 1985 : Agence tous risques (The A-Team) (série télévisée) : Jerry
- 1985 : Cet enfant est le mien (This Child is Mine) (téléfilm) : Abe Rosenberg
- 1986 : Double Trahison (That Secret Sunday) (téléfilm) : Mario Pinelli
- 1987 : Histoires fantastiques (Amazing Stories) (série télévisée) : Mr. Marvin
- 1987 : La nuit tombe sur Manhattan (Hands of a Stranger) (téléfilm) : Capitaine Cirillo
- 1988 : Equalizer (série télévisée) : Amar
- 1990 : Les faussaires (Framed) (téléfilm) : Elliot Shane
- 1991 : La Malédiction 4 : L'Éveil (Omen IV: The Awakening) (téléfilm) : Earl Knight
- 1992 : The Comrades of Summer (téléfilm) : George
- 1993 : Les contes de la crypte (Tales from the Crypt) (série télévisée) : Mr. Byrd
- 1995 : Courthouse (série télévisée) : Juge Myron Winkleman
- 1996-1997 : Clueless (série télévisée) : Mel Horowitz
- 2000 : Murder at the Cannes Film Festival (téléfilm) : Morrie Borelli
- 2001 : New York 911 (série télévisée) : Seymour Morgenstern
- 2003 : New York, unité spéciale (Law & Order: Special Victims Unit) (saison 4, épisode 21) : Morton Berger
- 2004 : Kingdom Hospital (série télévisée) : Sheldon Fleischer
- 2006 : New York, unité spéciale (Law & Order: Special Victims Unit) (saison 7, épisode 14) : Morton Berger
- 2007 : Entourage (série télévisée) : Joe Roberts
- 2008 : Dirty Sexy Money (série télévisée) : Martin
- 2009 : Saving Grace (série télévisée) : Rebbe Jory Quecksilber